# Kismenők (televíziós műsor)
A Kismenők című TV műsor a TV2-n vette kezdetét 2016 tavaszán. A két műsorvezető: Ördög Nóra és Till Attila a két csapatkapitány azok közt a kismenők között, akik bejutottak a párbajokból. A négy zsűritag, Lajtai Kati, Hajós András, Ábel Anita és Apáti Bence volt, akik egy kismenő produkciójára egyenként 25 pontot adhatnak. Ebből 100 pont jön ki, de a közönségben ülő anyukák, apukák, nagyszülők és gyerekek is fejenként ugyanannyit adhatnak, tehát összesen 200 pontot kaphat egy kismenő a produkciójára. Az első és a második epizódban párbajoznak, ebből 14 ember továbbjut, vigaszágon pedig mindkét csapatból egy versenyző visszajuthat a zsűri döntése alapján. Aztán a harmadik epizódban az egyik csapatból 4 ember továbbjut, vigaszágon + 1. A negyedikben a másik csapatnál történik ez meg. A következő epizód már az 1. élő show, majd következik a 2. élő show, aztán az elődöntő és a döntő. A döntőbe 6 ember juthat, közülük pedig 1 megnyeri a 2 000 000 forintot + 100 000 forintot, mivel azt a 100 000 forintot mindenki megkapja, miután kiesett. A kieső versenyzőkre a 100 000 forint mellé még egy másik meglepetés is vár.
A Kismenők 2016 győztese Szabó Bence.

## Párbajon továbbjutott versenyzők
Nóri csapata:
- Cserép Timi
- Qian Zita Jiafang
- Harza Márk
- Jenei Deborah
- Szarvas Benjamin és Papp Csenge
- Luppinger Attila
- Szabó Bence

Vigaszágon:
- Horváth Gutai Bertus

Tilla csapata:
- Ádám Szofi
- Malaczkó Réka
- Balogh Soma
- Szlavkovszki Zsolti
- Üzenet lánycsapat
- Kovács Harmat
- X-treme Crew

Vigaszágon:
- The Young Rebels

Mindkét csapatból a zsűri vigaszágon visszavihet a csapatba egy versenyzőt. Nóri csapatába Horváth Gutai Bertus jutott tovább és Tilla csapatába pedig a The Young Rebels.

### Produkciójuk
- Cserép Timi: Bájos hajlékonyság
- Qian Zita Jiafang: Szeszélyeskedő
- Harza Márk: Se vele, se nélküle
- Jenei Deborah: Radioactive
- Szarvas Benjamin és Papp Csenge: Shake It Off
- Luppinger Attila: Egyveleg magyar tánccal
- Szabó Bence: Árva fiú
- Horváth Gutai Bertus: Balerinatündér performansz
- Ádám Szofi: You know I'm no good
- Malaczkó Réka: "Csudijó" My Fair Lady
- Balogh Soma: Smells Like Teen Spirit
- Szlavkovszki Zsolti: Összművészeti mutatványok
- Üzenet lánycsapat: Drámai baleset
- Kovács Harmat: Reggeli dal
- X-treme Crew: Hiphop némi színészettel egyesítve
- The Young Rebels: Born To Be Wild

## A versenyzők kategóriái
- Cserép Timi: hajlékonyság
- Qian Zita Jiafang: versmondó
- Harza Márk: mesemondó
- Jenei Deborah: hangszeres, énekes
- Szarvas Benjamin és Papp Csenge: táncosok
- Luppinger Attila: hangszeres
- Szabó Bence: énekes
- Horváth Gutai Bertus: táncos
- Ádám Szofi: énekes
- Malaczkó Réka: énekes, színész
- Balogh Soma: hangszeres
- Szlavkovszki Zsolti: légtornász
- Üzenet lánycsapat: akrobatikusok
- Kovács Harmat: énekes
- X-treme Crew: táncosok
- The Young Rebels: hangszeresek, énekesek

## Az 1. élő show-ba jutási küzdés
Tilla csapata:
| Név                 | Előadás                     | Pontszám |
| ------------------- | --------------------------- | -------- |
| X-treme Crew        | Egy tánc, négy stílus       | 176 p.   |
| Ádám Szofi          | The Shoop Shoop Song        | 166 p.   |
| Kovács Harmat       | Mama Do                     | 182 p.   |
| The Young Rebels    | It's my Life                | 171 p.   |
| Malaczkó Réka       | Ha én gazdag lennék         | 175 p.   |
| Szlavkovszki Zsolti | Lélegzetelállító magaslatok | 191 p.   |
| Balogh Soma         | Guns N' Roses Medley        | 183 p.   |
| Üzenet lánycsapat   | Gyerekek a háborúban        | 192 p.   |

A pontszámok alapján a négy továbbjutó: Üzenet lánycsapat, Szlavkovszki Zsolti, Balogh Soma és Kovács Harmat. A zsűri döntése alapján a négy kiesett közül egy visszajut. A szavazataik: Lajtai Kati: Malaczkó Réka. Hajós András: The Young Rebels. Ábel Anita: Ádám Szofi. Apáti Bence: Malaczkó Réka. Ezek szerint Malaczkó Réka is bejuthat az 1. élő show-ba.
Nóri csapata:
| Név                             | Előadás                | Pontszám |
| ------------------------------- | ---------------------- | -------- |
| Horváth Gutai Bertus            | Egy balerina születése | 171 p.   |
| Szarvas Benjamin és Papp Csenge | Rockabilly party       | 163 p.   |
| Luppinger Attila                | Gary Moore vs. AC/DC   | 191 p.   |
| Qian Zita Jiafang               | Amit nem értek         | 183 p.   |
| Cserép Timi                     | Monocikli és cilinder  | 183 p.   |
| Harza Márk                      | A hosszú név átka      | 156 p.   |
| Jenei Deborah                   | Hello                  | 184 p.   |
| Szabó Bence                     | A szabadság vándorai   | 197 p.   |

A pontszámok alapján a négy továbbjutó: Szabó Bence, Luppinger Attila, Jenei Deborah, Cserép Timi. (Azért Cserép Timi jutott tovább és nem Qian Zita Jiafang, mert hogyha ugyanannyi a pontszámuk, a közönség szavazatai döntenek. Cserép Timinek több szavazata volt, ezért ő jutott tovább). A zsűri döntése alapján a négy kiesett közül egy visszajut. A szavazatok: Lajtai Kati: Horváth Gutai Bertus. Hajós András: Qian Zita Jiafang. Ábel Anita: Qian Zita Jiafang. Apáti Bence: Horváth Gutai Bertus. Újra az előbbi döntés: Qian Zita Jiafang kapott több szavazatot a nézőktől, ezért ő jutott vissza.

## 1. élő show
| Név                 | Csapat        | Előadás                                | Pontszám | Helyezett     |
| ------------------- | ------------- | -------------------------------------- | -------- | ------------- |
| Szabó Bence         | Nóri csapata  | You Raise Me Up                        | 194 p.   | 2. helyezett  |
| Qian Zita Jiafang   | Nóri csapata  | Kicsinyke vágyak                       | 191 p.   | 4. helyezett  |
| Cserép Timi         | Nóri csapata  | Rongybaba                              | 183 p.   | 6. helyezett  |
| Jenei Deborah       | Nóri csapata  | So What                                | 172 p.   | 8. helyezett  |
| Malaczkó Réka       | Tilla csapata | Mesés egyveleg                         | 167 p.   | 10. helyezett |
| Szlavkovszki Zsolti | Tilla csapata | Bravúros mozdulatok spirálon           | 198 p.   | 1. helyezett  |
| Üzenet lánycsapat   | Tilla csapata | Kiközösítés                            | 193 p.   | 3. helyezett  |
| Luppinger Attila    | Nóri csapata  | Jackson vs. Bruno Mars vs. Chuck Berry | 184 p.   | 5. helyezett  |
| Balogh Soma         | Tilla csapata | Sun Is Shining                         | 182 p.   | 7. helyezett  |
| Kovács Harmat       | Tilla csapata | Rather Be                              | 168 p.   | 9. helyezett  |

Az összesített pontok alapján, tehát a szavazás lezárása utáni sorrend:
1. Szabó Bence
2. Szlavkovszki Zsolti
3. Üzenet lánycsapat
4. Qian Zita Jiafang
5. Cserép Timi
6. Malaczkó Réka
7. Luppinguer Attila
8. Balogh Soma
9. Kovács Harmat
10. Jenei Deborah

Ezek szerint az 1. élő show kiesője Jenei Deborah.

## 2. élő show
| Név                 | Csapat        | Előadás                        | Pontszám | Helyezett    |
| ------------------- | ------------- | ------------------------------ | -------- | ------------ |
| Szabó Bence         | Nóri csapata  | Szállok a dallal               | 195 p.   | 2. helyezett |
| Balogh Soma         | Tilla csapata | Michael Jackson & Parov Stelar | 184 p.   | 4. helyezett |
| Kovács Harmat       | Tilla csapata | The Climb                      | 181 p.   | 6. helyezett |
| Qian Zita Jiafang   | Nóri csapata  | Kéményről kéményre             | 176 p.   | 8. helyezett |
| Szlavkovszki Zsolti | Tilla csapata | Szuperhős légtorna             | 196 p.   | 1. helyezett |
| Üzenet lánycsapat   | Tilla csapata | Személytelen világ             | 187 p.   | 3. helyezett |
| Luppinger Attila    | Nóri csapata  | Ennio Morricone vs. Metallica  | 183 p.   | 5. helyezett |
| Cserép Timi         | Nóri csapata  | A pókjárás bajnoka             | 178 p.   | 7. helyezett |
| Malaczkó Réka       | Tilla csapata | Jaj, de jó a habos sütemény    | 161 p.   | 9. helyezett |

Az összesített pontok alapján, tehát a szavazás lezárása utáni sorrend:
1. Qian Zita Jiafang
2. Szlavkovszki Zsolti
3. Malaczkó Réka
4. Szabó Bence
5. Üzenet lánycsapat
6. Balogh Soma
7. Luppinger Attila
8. Cserép Timi
9. Kovács Harmat

Ezek szerint a 2. élő show kiesője: Kovács Harmat.

## 3. élő show (elődöntő)
| Név                 | Csapat        | Előadás                                | Pontszám | Helyezett    |
| ------------------- | ------------- | -------------------------------------- | -------- | ------------ |
| Cserép Timi         | Nóri csapata  | Kalitkába zárt hajlékonyság            | 193 p.   | 2. helyezett |
| Luppinger Attila    | Nóri csapata  | Aerosmith vs. Rage Against The Machine | 189 p.   | 4. helyezett |
| Üzenet lánycsapat   | Tilla csapata | Pusztul a föld                         | 186 p.   | 5. helyezett |
| Malaczkó Réka       | Tilla csapata | Óz, a csodák csodája                   | 143 p.   | 8. helyezett |
| Szlavkovszki Zsolti | Tilla csapata | A gravitáció                           | 198 p.   | 1. helyezett |
| Szabó Bence         | Nóri csapata  | I Want You Back/ABC                    | 193 p.   | 2. helyezett |
| Balogh Soma         | Tilla csapata | Linkin Park & Tina Turner              | 186 p.   | 5. helyezett |
| Qian Zita Jiafang   | Nóri csapata  | Ákombákom, Sehallselát Dömötör         | 166 p.   | 7. helyezett |

Az összesített pontok alapján, tehát a szavazás lezárása utáni sorrend:
1. Qian Zita Jiafang
2. Üzenet lánycsapat
3. Szlavkovszki Zsolti
4. Cserép Timi
5. Szabó Bence
6. Balogh Soma
7. Malaczkó Réka
8. Luppinger Attila

Ezek szerint a 3. élő show kiesettjei: Luppinger Attila és Malaczkó Réka. A döntősök: Balogh Soma, Cserép Timi, Qian Zita Jiafang, Szabó Bence, Szlavkovszki Zsolti és az Üzenet lánycsapat.

## Döntő

### 1. kör
| Név                 | Csapat        | Előadás               | Pontszám | Helyezett    |
| ------------------- | ------------- | --------------------- | -------- | ------------ |
| Balogh Soma         | Tilla csapata | The Trooper           | 194 p.   | 2. helyezett |
| Qian Zita Jiafang   | Nóri csapata  | A kis herceg          | 178 p.   | 4. helyezett |
| Üzenet lánycsapat   | Tilla csapata | Ismerkedés a strandon | 174 p.   | 6. helyezett |
| Szlavkovszki Zsolti | Tilla csapata | Skyfall               | 195 p.   | 1. helyezett |
| Szabó Bence         | Nóri csapata  | Vadonatúj érzés       | 192 p.   | 3. helyezett |
| Cserép Timi         | Nóri csapata  | A rendrakó házitündér | 177 p.   | 5. helyezett |

### 2. kör
| Név                                                     | Csapat        | Előadás         | Pontszám | Helyezett    |
| ------------------------------------------------------- | ------------- | --------------- | -------- | ------------ |
| Qian Zita Jiafang és Dolák-Saly Róbert                  | Nóri csapata  | Háziállatok     | 169 p.   | 6. helyezett |
| Balogh Soma és Havasi Balázs                            | Tilla csapata | Freedom         | 193 p.   | 2. helyezett |
| Üzenet lánycsapat és Kállay-Saunders András             | Tilla csapata | Running         | 187 p.   | 4. helyezett |
| Cserép Timi és Freddie                                  | Nóri csapata  | Pioneer         | 177 p.   | 5. helyezett |
| Szlavkovszki Zsolti és Katus Attila, Szentgyörgyi Rómeó | Tilla csapata | Sötét zsaruk    | 191 p.   | 3. helyezett |
| Szabó Bence és Feke Pál                                 | Nóri csapata  | Fényév távolság | 197 p.   | 1. helyezett |

### Összesített pontok
| Név                 | Csapat        | Pontszám | Helyezett    |
| ------------------- | ------------- | -------- | ------------ |
| Szabó Bence         | Nóri csapata  | 389 p.   | 1. helyezett |
| Balogh Soma         | Tilla csapata | 387 p.   | 2. helyezett |
| Szlavkovszki Zsolti | Tilla csapata | 386 p.   | 3. helyezett |
| Üzenet lánycsapat   | Tilla csapata | 361 p.   | 4. helyezett |
| Cserép Timi         | Nóri csapata  | 354 p.   | 5. helyezett |
| Qian Zita Jiafang   | Nóri csapata  | 347 p.   | 6. helyezett |

A szavazás lezárása után a pontokat és a nézőktől jött szavazatokat összeadták, és így kiderült, hogy 2016 Kismenők győztese Szabó Bence.